# Estrella mágica
Una estrella mágica de n puntas es un polígono estrellado con símbolo de Schläfli {n/2} en el cual se disponen en cada uno de los vértices e intersecciones los números naturales del 1 al 2n, de tal modo que los números situados en cada línea del polígono sumen lo mismo (constante mágica). Una estrella mágica normal o pura contiene los números enteros consecutivos de 1 a 2 n. Nunca se repiten números.  La constante mágica de una estrella mágica normal de n puntas es M  = 4 n  + 2. 
No existen polígonos estrellados con menos de 5 puntas y la construcción de una estrella mágica normal o pura de 5 puntas es imposible. Sin embargo se ha demostrado recientemente que es posible construir una estrella mágica de 5 puntas empleando 9 términos consecutivos de una progresión aritmética y repitiendo únicamente el término central (p.ej. 1,2,3,4,5,5,6,7,8,9). Esta construcción está íntimamente relacionada con el cuadrado mágico de orden 3, y ha sido bautizada como "Estrella Filosofal". El ejemplo más pequeño de una estrella mágica normal o pura tiene 6 puntas. A continuación se ofrecen algunos ejemplos de estrellas mágicas normales. Nótese que para valores específicos de n, la estrella mágica de 6 puntas también se conoce como hexagrama mágico y así ocurre con el resto.

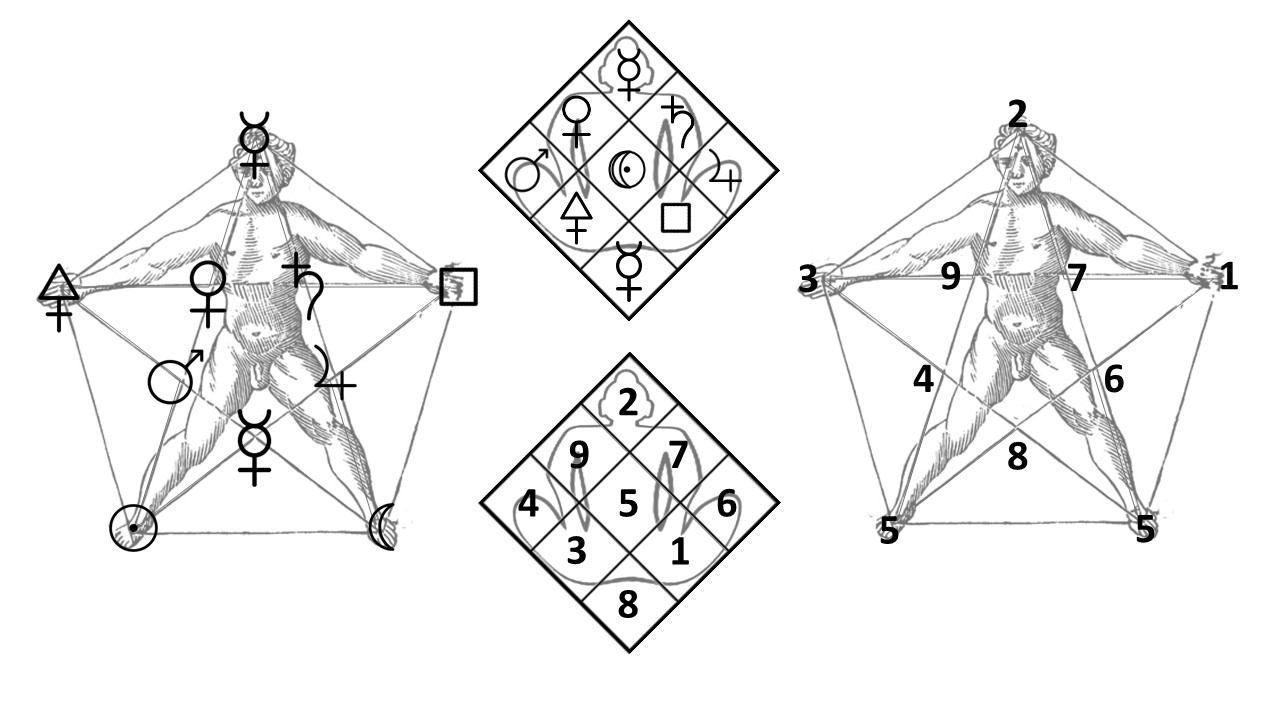
Construcción de una estrella pentagonal no pura de orden 5, o Estrella Filosofal

|                         |                          |                         |
| Hexagrama mágico M = 26 | Heptagrama mágico M = 30 | Octagrama mágico M = 34 |

## Véase también

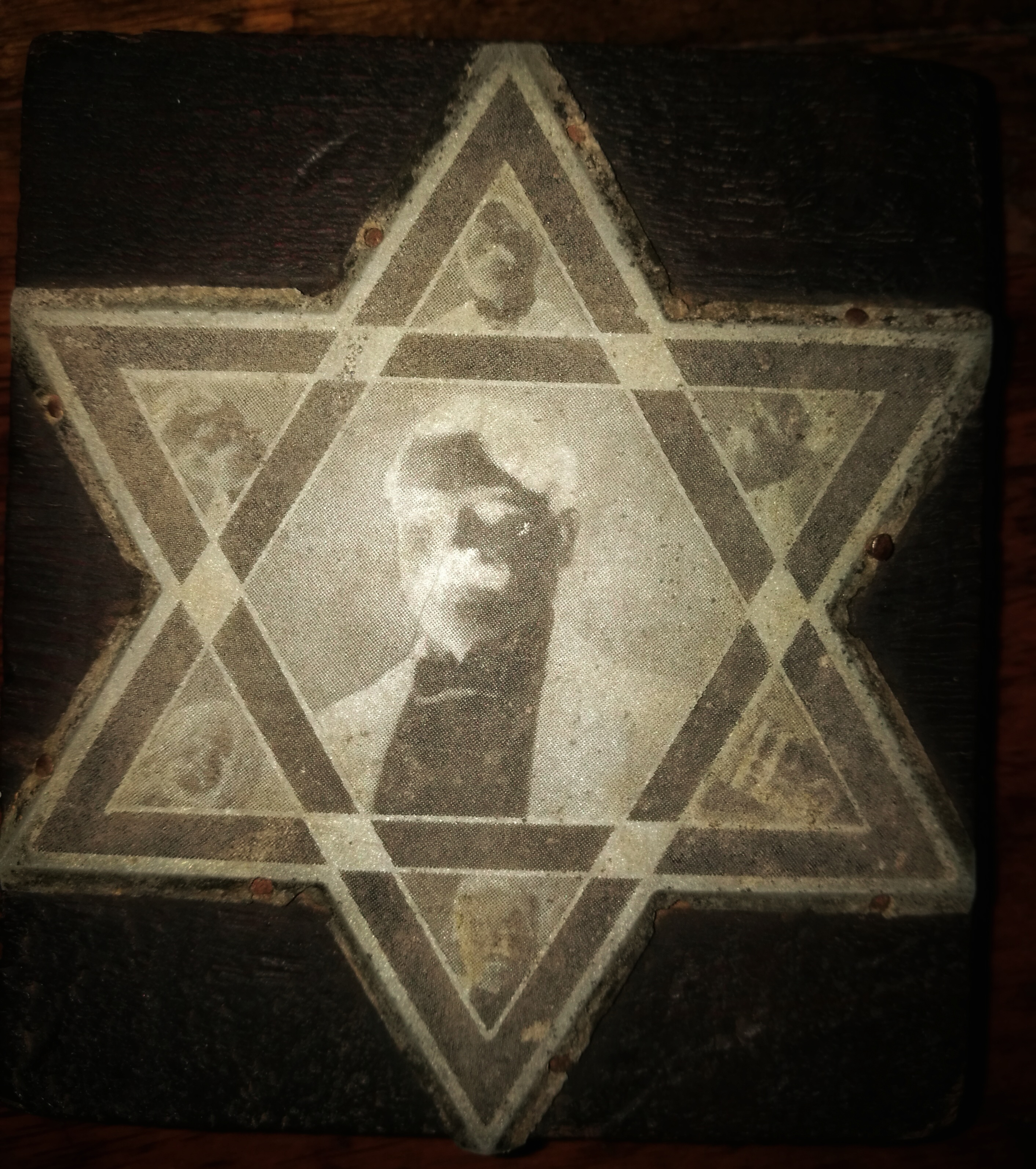
Estrella Mágica usada como logo de los espectáculos de Ilusionismo por Pedro Amores 1918

## Enlaces
- Estrellas mágicas, por Ramón García Solano
- Estrellas mágicas, por Salvador Calvo-Fernández Pérez